# Отдел „Кадри“ при ЦК на БКП
Отделът „Кадри“ при ЦК на БКП, до 27 декември 1948 г. БРП (к.), е помощен орган на ЦК на БКП, чиито предложения се утвърждават от Политбюро на партията.

## История
С решение № 58 16 ноември 1946 г. на Политбюро сектор „Кадри“ при отдел „Организационен“ на ЦК се реорганизира в самостоятелен отдел „Кадри“. Отделът води на отчет отговорните партийни кадри и кадрите заемачи отговорни длъжности в министерствата, централните ведомства и организации. С решение от 18 декември 1950 г. отдел „Кадри“ на ЦК се разформирова. Функциите му се прехвърлят към съответните отдели, като към всеки отдел се създава сектор „Отчет на кадрите“. Там се съхраняват личните и кадровите дела и документи на кадрите, които се наблюдават от отдела. Всеки отдел има утвърдена от ЦК номенклатура (списък), в която влизат основните политически, административни, стопански, културни и др. кадри.

## Завеждащи отдела
- Гочо Грозев (1946)
- Димо Дичев (1947 – 1949)
- Тодор Ненов – до ноември 1950
- Константин Атанасов